# قائمة أطول الناس
فيما يلي قائمة لأطول الأشخاص الذين تم قياسهم في العالم، تضم القائمة من هم على قيد الحياة وكذلك المتوفون، منذ عام 1835 حتى وقتنا الحاضر. ويلقب أطول رجل في الكون باسم ملوك.

## الرجال
حي  متوفي  طول غير مؤكد
| البلد                          | الطول بالمتر | الطول بالقدم      | الإسم                              | ملاحظات | العمر (العمر عند الوفاة) |
| ------------------------------ | ------------ | ----------------- | ---------------------------------- | --- | ------------------------ |
| الولايات المتحدة               | 272 سم       | 8 قدم 11.1 بوصة   | روبيرت وادلو                       | أطول بشري في التاريخ تم تسجيله بموسوعة غينيس للأرقام القياسية | 1918–1940 (22)           |
| الولايات المتحدة               | 267 سم       | 8 قدم 9 بوصة      | جون روجان                          | ثاني أطول رجل في التاريخ المسجل. وزنه فقط 92.5 كيلوغرام (204 رطل). غير قادر على الوقوف بسبب تصلب المفصل. | 1865–1905 (40)           |
| الولايات المتحدة               | 263.5 سم     | 8 قدم 7¾بوصة      | جون كارول                          | 244 سم (8 قدم 0 بوصة) ارتفاع الوقوف، 264 سم (8 قدم 7¾ بوصة) على افتراض انحناء العمود الفقري العادي. | 1932–1969 (37)           |
| أوكرانيا                       | 257 سم       | 8 قدم 5 بوصة      | ليونيد ستادنيك                     | غير معترف بها رسميا من قبل موسوعة غينيس للأرقام القياسية لأنه رفض قياسها وفقا لمعاييرها. | 1970–2014 (44)           |
| فنلندا                         | 251 سم       | 8 قدم 3 بوصة      | فاينو ميليرين                      | اعترف بأنه أطول شخص حي من عام 1940 إلى وفاته في عام 1963. وقال أن يكون 251 سم في الثلاثينيات من عمره. | 1909–1963 (54)           |
| كندا                           | 251 سم       | 8 قدم 3 بوصة      | إدوارد بيوبري                      | أطول رجل قوي وكذلك أطول مصارع في التاريخ. ووصفته شهادة وفاته بأنه 8 قدم 3 في (2.51 متر) طويل القامة ولا تزال تنمو. | 1881–1904 (23)           |
| تركيا                          | 251 سم       | 8 قدم 3 بوصة      | سلطان كوزن                         | أطول شخص يعيش منذ 17 سبتمبر 2009، كما هو محدد من قبل موسوعة غينيس العالمية.. لديه قدم 36.5 سم (1 قدم -2بوصة) قدم - ثاني أكبر قدم على شخص يعيش و27.5 سم (11.2 في) أيدي - أطول على شخص يعيش. | 1982–                    |
| الهند                          | 249 سم       | 8 قدم 2 بوصة      | فيكاس أوبال                        | لم يقاس رسميا من قبل غينيس. | 1986–2007 (21)           |
| الولايات المتحدة               | 249 سم       | 8 قدم 2 بوصة      | دون كولر                           | أطول في العالم لمعظم 1970s. | 1925–1981 (56)           |
| الولايات المتحدة               | 249 سم       | 8 قدم 2 بوصة      | بيرنارد كوين                       | كوين في الحرب العالمية الأولى مشروع بطاقة تسجيل، بتاريخ 29 أغسطس ارتفاعه كما 8 أقدام، على الرغم من أنه قد بلغ ارتفاع 8 أقدام 2 بوصة (249 سم) بحلول وفاته. ربما وصلت إلى 8 قدم 4 في (254 سم). | 1897–1921 (24)           |
| أيرلندا                        | 246 سم       | 8 قدم 1 بوصة      | باتريك كوتر أوبراين                | أطول شخص سجل في ذلك الوقت والأولى في التاريخ الطبي للوقوف على ارتفاع التحقق من ثمانية أقدام (244 سم). بقايا فحص في عام 1972 وارتفاع التحقق منها. | 1760–1806 (46)           |
| المغرب                         | 246 سم       | 8 قدم 1 بوصة      | إبراهيم تقيولة                     | يمتلك أكبر قدم في العالم في قدم واحد 3 بوصة (0.38 م). | 1982–                    |
| إيران                          | 246 سم       | 8 قدم 1 بوصة      | مرتضى مهرزاد                       | أطول رجل في إيران.الميدالية الذهبية، بسبب، إيران بد الفرس، جلسة، الكرة الطائرة، المنتخب الوطني، إلى داخل، الصيف باراليمبيك، الألعاب، ريو، 2016 | 1987–                    |
| ألمانيا                        | 246 سم       | 8 قدم 1 بوصة      | جوليوس كوخ                         | ربما لا أطول شخص في العالم بسبب حياته تتزامن مع جون روجان. الهيكل العظمي، محفوظ، داخل المتحف التاريخ الطبيعي في مونس، بلجيكا. | 1872–1902 (30)           |
| موزامبيق                       | 246 سم       | 8 قدم 1 بوصة      | غابرييل إستيفاو مونجان             | سجلته موسوعة غينيس للأرقام القياسية كأطول رجل في الفترة من 1988 إلى 1990. | 1944–1990 (46)           |
| الهند                          | 246 سم       | 8 قدم 1 بوصة      | دارميندرا براتاب سينغ              | أطول الهندية الحية. | 1983–                    |
| ليبيا                          | 246 سم       | 8 قدم 1 بوصة      | سليمان علي نشنوش                   | الليبي الذي ربما يكون أطول لاعب كرة سلة.[بحاجة لمصدر] | 1943–1991 (47)           |
| فرنسا                          | 245 سم       | 8 قدم ½ بوصة      | جان جوزيف برايس                    | لي جيانت ديس فوسغيس رامونشامب - فرنسا ارتفاع الجدل | 1835–?                   |
| ألمانيا                        | 244 سم       | 8 قدم 0 بوصة      | أنطون دي فرانكنبوانت (لانجر أنطون) | عاش خلال حرب الثلاثين عاما؛ الهيكل العظمي في وقت لاحق قياس في 8 قدم 0 في (244 سم). | غير معروف                |
| العراق                         | 242 سم       | 7 قدم 11¼ بوصة    | صباح جبار الجبوري                  | أطول رجل في تاريخ العراق، توفي عام 2018 أثناء إجراء عملية جراحية للغدة الدرقية في الهند. | 1985–2018 (33)           |
| جمهورية الصين الشعبية          | 242 سم       | 7 قدم 11¼ بوصة    | تشانغ جونكاي                       | أطول شخص صيني يعيش. | 1966–                    |
| اندونسيا                       | 242 سم       | 7 قدم 11¼ بوصة    | سوباروونو                          | ادعى الاندونيسي الأطول ان يكون 8 قدم 10.5بوصة. تقاس رسميا (الاستلقاء وفي موقف الوقوف) من قبل متحف سجل الاندونيسية (موري) في ديسمبر 2009. | 1985–2012 (26)           |
| هولندا                         | 242 سم       | 7 قدم 11¼ بوصة    | ألبرت يوهان كرامر                  | ربما أطول رجل في هولندا من أي وقت مضى. وكان شقيق زوجته يعاني من التقزم ولم يتجاوز 69 سم (27.16 بوصة). معا شكلوا مجموعة متنوعة، مع العروض في جميع أنحاء العالم. | 1897–1976 (79)           |
| بورتوريكو                      | 241 سم       | 7 قدم 11 بوصة     | فيليب بيريل                        | سجلت أطول بورتوريكو. | 1916–1994 (78)           |
| الهند                          | 241 سم       | 7 قدم 11 بوصة     | أسادولا خان                        | أطول رجل في الهند. | 1988–                    |
| الإتحاد السوفيتي               | 240 سم       | 7 قدم 10 بوصة     | الكسندر سيزونينكو                  | لاعب كرة السلة السوفيات. | 1959–2012 (53)           |
| مصر                            | 240 سم       | 7 قدم 10 بوصة     | سعيد محمد غازي                     | وقد وصف بأنه 10 قدم في حياته. | 1909–1941 (32)           |
| روسيا البيضاء                  | 239 سم       | 7 قدم 10 بوصة     | فيودور ماشنو                       | فواتير 9 أقدام 3 في حياته. | 1878–1912 (34)           |
| الإمبراطورية النمساوية المجرية | 238 سم       | 7 قدم 10 بوصة     | غرغو كوسيتش                        | سجلت أطول الكروات. أطول مواطن من النمسا المجر من وقته. | 1892–1918 (26)           |
| باكستان                        | 238 سم       | 7 قدم 10 بوصة     | نصير سومرو                         | أطول رجل مؤكد يعيش في باكستان. | 1975–                    |
| هولندا                         | 238 سم       | 7 قدم 10 بوصة     | ريجاردوس ريجنهوت                   | ثاني أطول رجل في هولندا من أي وقت مضى. كان يعرف باسم عملاق روتردام. في أوائل يونيو 2011، تم الكشف عن تمثال بالحجم الطبيعي لريجنهوت في منطقة أود ويستن في روتردام. | 1922–1959 (36)           |
| العراق                         | 237 سم       | 7 قدم 9.3 بوصة    | فيض عدنان العيساوي                 | أطول رجل على قيد الحياة في العراق. | 1990–                    |
| اليابان                        | 237 سم       | 7 قدم 9.3 بوصة    | يوشيميتسو ماتسوزاكا                | أطول رجل في اليابان؛ لا توجد صور ملونة له على الرغم من أنه توفي في 1960s. | 1930–1962 (32)           |
| منغوليا                        | 236 سم       | 7 قدم 9 بوصة      | أوندور غونغور                      | طويل جدا، انسان، إلى داخل، باكرا-20th، قرن مئة سنة، منغوليا. بعض المصادر الأخرى حتى تعطي 245 سم (8 أقدام) | 1880/85 – 1925/30        |
| الولايات المتحدة               | 236 سم       | 7 قدم 9 بوصة      | لويس مويلانين                      | أطول شخص في تاريخ ميشيغان واحدة من أطول الرجال في العالم خلال حياته. قد يكون 8 قدم 1 في طويل القامة. | 1885–1913 (28)           |
| المملكة المتحدة                | 236 سم       | 7 قدم 9 بوصة      | أنجوس ماكاسكيل                     | أطول "حقيقية" العملاقة (وليس بسبب حالة مرضية). سجل أطول رجل اسكتلندي أو بريطاني. | 1825–1863 (38)           |
| المملكة المتحدة                | 236 سم       | 7 قدم 9 بوصة      | فريدريك كيمبستر                    | طويل الإنجليزي، ارتفاع المتنازع عليها بين 7 قدم 8.5بوصة و8 فت 4.5بوصة | 1889–1918 (29)           |
| الولايات المتحدة               | 236 سم       | 7 قدم 9 بوصة      | مارتن فان بورين بيتس               | معروف، برغم، ال التعريف، كنتاكي، جبار، أو، ال التعريف، جبار، بسبب، ال التعريف، هيلز. | 1837–1919                |
| جمهورية الصين الشعبية          | 236 سم       | 7 قدم 9 بوصة      | باو زيشون                          | يعتبر أطول شخص حي من قبل موسوعة غينيس للأرقام القياسية حتى سبتمبر 2009 عندما حل محله سلطان كوسن. | 1951–                    |
| جمهورية الصين الشعبية          | 236 سم       | 7 قدم 9 بوصة      | سون مينغ مينغ                      | لاعب كرة سلة صيني. سابقا ثاني أطول شخص حي. | 1983–                    |
| تونس                           | 236 سم       | 7 قدم 9 بوصة      | رضوان شربيب                        | المدرجة من قبل موسوعة غينيس للأرقام القياسية كأطول رجل حتى 15 يناير 2005، قبل باو زيشون وسون مينغمينغ. | 1968–                    |
| ألمانيا                        | 236 سم       | 7 قدم 9 بوصة      | والتر شتراوب                       | أطول رجل في ألمانيا بينما كان على قيد الحياة. | 1925–1986 (61)           |
| الجزائر                        | 236 سم       | 7 قدم 9 بوصة      | رشيد بارا                          | أطول رجل في الجزائر بينما كان على قيد الحياة. | 1974–2009 (35)           |
| البرازيل                       | 235 سم       | 7 قدم 8½ بوصة     | رافائيل فرانكا دو ناسيمينتو        | أطول رجل في البرازيل. | 1987–                    |
| روسيا                          | 235 سم       | 7 قدم 8½ بوصة     | نيكولاي بانكراتوف                  | أطول رجل في روسيا. | 1990–                    |
| كوريا الشمالية                 | 235 سم       | 7 قدم 8½ بوصة     | ري ميونغ هون                       | لاعب كرة السلة السابق مع المنتخب الوطني الكوري الشمالي. | 1967–                    |
| الولايات المتحدة - أوكرانيا    | 235 سم       | 7 قدم 8⅓ بوصة     | ايغور فوفكوفينسكي                  | حاليا أطول شخص يعيش في الولايات المتحدة. في الأصل من أوكرانيا، انتقل إلى روتشستر، مينيسوتا ليتم علاجها في عيادة مايو. في الآونة الأخيرة كان يتصرف في الإعلانات التجارية والأفلام. .أصبح معروفا من خلال ارتداء تي شيرت الذي يقرأ "أكبر أوباما مؤيد". شارك في مسابقة الأغنية يوروفيسيون 2013 في مالمو، السويد، باعتبارها واحدة من الأداء على خشبة المسرح تمثل أوكرانيا. | 1982–                    |
| الولايات المتحدة               | 235 سم       | 7 قدم 8 بوصة      | بروك براون                         | أقدم مراهق سابق في الولايات المتحدة. | 1998-                    |
| الولايات المتحدة               | 235 سم       | 7 قدم 8 بوصة      | سيسيل بولينغ                       | كان 7'8 لكنه تقلص إلى 7'0 منذ أن تم استبدال ساقيه بأرجل اصطناعية 8.5 أقصر. | 1920–2000 (79)           |
| الولايات المتحدة               | 235 سم       | 7 قدم 8 بوصة      | بريندن آدمز                        | السابق، المراهق، إلى داخل، ال التعريف، وورد. | 1995–                    |
| الهند                          | 234 سم       | 7 قدم 8 بوصة      | بوليباكا غاتيا                     | أطول الهندية. | 1975–2015                |
| ساحل العاج                     | 234 سم       | 7 قدم 8 بوصة      | عبد الرحمن دمبيلي                  | أطول رجل في ساحل العاج. | 1985–                    |
| الولايات المتحدة               | 234 سم       | 7 قدم 8 بوصة      | جورج بيل                           | أقدم الأمريكيين الذين يعيشون في السابق. | 1957–                    |
| فيجي                           | 234 سم       | 7 قدم 8 بوصة      | كاليوفا سيليواو                    | أطول فيجي المعيشة. | 1981–                    |
| أستراليا                       | 234 سم       | 7 قدم 8 بوصة      | آدم راينر                          | الشخص الوحيد المعروف بكونه قزماً وعملاقاً. كان 118 سم (3 قدم 10 بوصة) طويل القامة في سن 21 وبلغ ذروته في 234 سم (7 قدم 8 في) عندما توفي، بعد أن تضاعف ارتفاعه كشخص بالغ. | 1899–1950 (51)           |
| باكستان                        | 234 سم       | 7 قدم 8 بوصة      | ألام تشانا                         | الباكستاني، الذي يعتبر أطول رجل حي عندما توفي في عام 1998. | 1953–1998 (46)           |
| أيسلندا                        | 234 سم       | 7 قدم 8 بوصة      | جوهان ك. بيتورسسون                 | كان أطول شخص في أيسلندا. | 1913–1984 (71)           |
| اليابان                        | 234 سم       | 7 قدم 8 بوصة      | ياسوتاكا أوكاياما                  | أطول اليابانية الحية. أطول لاعب كرة سلة تمت صياغته في تاريخ الرابطة الوطنية لكرة السلة. | 1954–                    |
| الولايات المتحدة               | 234 سم       | 7 قدم 8 بوصة      | بوب ويجنر                          | أطول لاعب كرة سلة يلعب لأميال بحيرة ميشيغان. |                          |
| الإمبراطورية النمساوية المجرية | 233.7 سم     | 7 قدم 8 بوصة      | فرانز وينكلمير                     | واحد من أطول الناس في عصره. | 1860–1887                |
| إسبانيا                        | 233.5 سم     | 7 قدم 8 بوصة      | ميغيل خواكين دي إليسيغوي           | أطول رجل سجل في إسبانيا. | 1818–1861 (43)           |
| أسبانيا                        | 233 سم       | 7 قدم 7.7 بوصة    | خايمي كليمنتي إزكيردو              | إسبانيا أطول رجل في حياته. | 1961–2005 (44)           |
| أسبانيا                        | 233 سم       | 7 قدم 7½ بوصة     | أغوستين لينغو كابيلا               | لاعب سيرك. أطول رجل في إسبانيا في وقت وفاته. | 1849–1875 (26)           |
| الولايات المتحدة               | 232 سم       | 7 قدم 7½ بوصة     | جاك إيرل                           | يعقوب روبن إرليخ. أمريكان صامت فيلم الممثل وأداء العرض. | 1906–1952 (46)           |
| الصومال                        | 233 سم       | 7 قدم 7.4 بوصة    | حسين بيساد                         | الصومال، التي تعتبر واحدة من أطول الرجال الذين يعيشون. | 1975–                    |
| المملكة المتحدة                | 233 سم       | 7 قدم 7.4 بوصة    | نيل فينغلتون                       | أطول قسم 1 لاعب كرة سلة. معروف لدوره ماج ماجتي في المسلسل التلفزيوني هبو "لعبة العروش" | 1980–2017 (36)           |
| الصين                          | 233 سم       | 7 قدم 7 بوصة      | وانغ فنغ جون                       | أكبر رجل في آسيا في عام 2004. | 1976–2015 (39)           |
| مالطا                          | 233 سم       | 7 قدم 7 بوصة      | صموئيل ديغوارا                     | مالطا وإيطاليا أطول رجل. | 1991-                    |
| الأرجنتين                      | 231 سم       | 7 قدم 7 بوصة      | خورخي غونزاليس                     | أطول مصارع في تاريخ دبليو دبليو إي. | 1966–2010 (44)           |
| المملكة المتحدة                | 231 سم       | 7 قدم 7 بوصة      | بول ستورجس                         | تعادل لأطول لاعب من أي وقت مضى للعب كرة السلة الكلية في الولايات المتحدة | 1987–                    |
| الولايات المتحدة               | 231 سم       | 7 قدم 7 بوصة      | كيني جورج                          | الثانية أطول لاعب كرة السلة الأول (نيل فينغلتون). | 1987–                    |
| الولايات المتحدة               | 231 سم       | 7 قدم 7 بوصة      | لوك مارتن                          | لعب دور الروبوت في فيلم اليوم الذي تبقى فيه الأرض صامدة (فيلم 2008). | 1916–1959                |
| أيرلندا                        | 231 سم       | 7 قدم 7 بوصة      | تشارلز بيرن                        | الهيكل العظمي يقيم الآن في متحف هنتيريان. | 1761–1783 (22)           |
| الولايات المتحدة               | 231 سم       | 7 قدم 7 بوصة      | ماكس بالمر                         | الممثل والمصارع للمحترفين. أدرجها غينيس للأرقام القياسية في 7 قدم 7 في، ادعى 8 قدم 1 في فيلم بيو - القرد القرود، الغزاة من المريخ. | 1927–1984 (57)           |
| رومانيا                        | 231 سم       | 7 قدم 7 بوصة      | غورغي موريسان                      | تعادل لأطول في تاريخ الدوري الاميركي للمحترفين. | 1971–                    |
| السودان                        | 231 سم       | 7 قدم 7 بوصة      | مانوت بول                          | تعادل لأطول في تاريخ الرابطة الوطنية لكرة السلة. | 1962–2010 (48)           |
| بلجيكا                         | 230 سم       | 7 قدم 6.75 بوصة   | آلان ديلونواز                      | أطول البلجيكيين المعيشة. | 1971–                    |
| أذربيجان                       | 230 سم       | 7 قدم 7 بوصة      | ألكسندر ريندين                     | أطول رجل في أذربيجان. | 1985–                    |
| أرمينيا                        | 230 سم       | 7 قدم 7 بوصة      | ارشافير غريغوريان                  | أطول رجل في أرمينيا. | 1990–                    |
| البرازيل                       | 230 سم       | 7 قدم 6.6 بوصة    | جويليسون فرنانديز دا سيلفا         | أطول البرازيلي البرازيلي. | 1991–                    |
| الجبل الأسود                   | 230 سم       | 7 قدم 6.5 بوصة    | سلافكو فرانيس                      | لاعب كرة السلة أطول الجبل الأسود في فريق كرة السلة الوطني، لاعب سابق في الرابطة الوطنية لكرة السلة. | 1983–                    |
| رومانيا                        | 230 سم       | 7 قدم 6.55 بوصة   | روبرت بوبروزكي                     | لاعب كرة السلة الروماني الذي كان 2.30 م (7 أقدام 7 في) في أواخر عام 2014، البالغ من العمر 14. | 2000                     |
| فيتنام                         | 229 سم       | 7 قدم 6.25 بوصة   | تران ثانه                          | كان أطول رجل في جنوب شرق آسيا عندما توفي في عام 2010. | 1947–2010 (63)           |
| السنغال                        | 229 سم       | 7 قدم 6.25 بوصة   | مالك سيديبي                        | أطول لاعب كرة سلة في السنغال. | 1985–                    |
| المملكة المتحدة                | 229 سم       | 7 قدم 6¼ بوصة     | كريستوفر جرينر                     | سابقا أطول رجل في بريطانيا | 1943–2015 (71)           |
| الجزائر                        | 229 سم       | 7 قدم 6⅕ بوصة     | سعد كايش                           | لاعب كرة السلة السابق في نادي بالونسيستو بريوغان في لوغو. | 1985–                    |
| الولايات المتحدة               | 229 سم       | 7 قدم 6 بوصة      | رالف مادسن                         | فواتير ك 7 أقدام 6بوصة. | 1897–1948                |
| جمهورية الصين الشعبية          | 229 سم       | 7 قدم 6 بوصة      | ياو مينغ                           | كان أطول لاعب في الرابطة الوطنية لكرة السلة خلال سنوات اللعب حتى تقاعده في عام 2011. | 1980–                    |
| الولايات المتحدة / ألمانيا     | 229 سم       | 7 قدم 6 بوصة      | شون برادلي                         | لاعب سابق في الرابطة الوطنية لكرة السلة، 1993-2005، أطول الألمانية الحية (يحمل الجنسية المزدوجة). | 1972–                    |
| السنغال                        | 229 سم       | 7 قدم 6 بوصة      | موسى سيك                           | أطول لاعب كرة سلة في السنغال. | 1986–                    |
| الولايات المتحدة               | 229 سم       | 7 قدم 6 بوصة      | ماثيو ماكجري                       | كان أطول ممثل في العالم عندما توفي في عام 2005. | 1973–2005                |
| السنغال                        | 229 سم       | 7 قدم 6 بوصة      | مامادو ندياي                       | كان أطول في المدرسة الثانوية وكرة السلة في حين لعب في الولايات المتحدة. | 1993–                    |
| الولايات المتحدة               | 229 سم       | 7 قدم 6 بوصة      | كونراد فروس                        | وقد أدرج في كتالوج برنارد ل. كوبيل من الغرائب البشرية من السيرك سيدشوز. | 1922–1967                |
| السنغال                        | 229 سم       | 7 قدم 6 بوصة      | تاكو خريف                          | هو أطول لاعب كرة السلة في المدرسة الثانوية في الولايات المتحدة اعتبارا من عام 2014. | 1995–                    |
| روسيا                          | 229 سم       | 7 قدم 5.8 بوصة    | سيرجي إيلين                        | أطول لاعب لكرة السلة في روسيا. | 1988–                    |
| إسبانيا                        | 229 سم       | 7 قدم 5.8 بوصة(?) | فيرمين أرودي أوريتا                | أطول رجل في إسبانيا في وقت وفاته. | 1870–1913 (42)           |
| جمهورية الكونغو الديمقراطية    | 228 سم       | 7 قدم 5⅔ بوصة     | بينفينو ليتوني                     | أطول لاعب لكرة السلة في جمهورية الكونغو الديمقراطية | 1994–                    |
| بولندا                         | 228 سم       | 7 قدم 5⅔ بوصة     | يوجينيوس تاراسينسكي                | أطول رجل في بولندا بينما كان على قيد الحياة. | 1928–1978 (50)           |
| كولومبيا                       | 228 سم       | 7 قدم 5⅔ بوصة     | أسدروبال هيريرا مورا               | أطول الكولومبيين يعيشون. تعادل لأطول رجل في أمريكا الجنوبية مع مارغريتو ماشاكواي | 1986–                    |
| سلوفاكيا                       | 228 سم       | 7 قدم 5⅔ بوصة     | مارتن ميكلوسيك                     | أطول لاعب لكرة السلة في الجمهورية السلوفاكية. | 1986–                    |
| بيرو                           | 228 سم       | 7 قدم 5⅔ بوصة     | مارغريتو ماشاكواي                  | تعادل لأطول شخص في أمريكا الجنوبية مع أسدروبال هيريرا، وهو خامس أطول في الأمريكتين. | 1965–                    |

## النساء
| البلد            | الطول بالمتر | الطول بالقدم    | الإسم              | ملاحظات | العمر (العمر عند الوفاة) |
| ---------------- | ------------ | --------------- | ------------------ | --- | ------------------------ |
| الصين            | 248 سم       | 8 قدم 1 ¾ بوصة  | تسنغ جينليان       | مؤكدة من قبل موسوعة غينيس للأرقام القياسية كأطول أنثى على الإطلاق. كانت تعاني منانحناء العمود الفقري ولم تستطع الوقوف على ارتفاع كامل. أطول شخص صيني مسجل وأطول شخص في العالم قبل وقت قصير من وفاتها. | 1964–1982 (17)           |
| كندا             | 243 سم       | 7 قدم 11 بوصة   | آنا هاينينغ بيتس   | ثاني أطول امرأة وأطول امرأة في حياتها. كانت هي ومارتن فان بورين بيتس أطول زوجين من أي وقت مضى. | 1846–1888 (41)           |
| المملكة المتحدة  | 241 سم       | 7 قدم 11 بوصة   | جين بونفورد        | أطول شخص مسجل باللغة الإنجليزية وربما أطول شخص في العالم في وقت وفاتها. يتم ضبط الارتفاع نظرا للانحناء في العمود الفقري. وكان ارتفاع الذروة الوقوف 7 قدم 10 في (239 سم).                              | 1895–1922 (27)           |
| الصين            | 234 سم       | 7 قدم 8 بوصة    | ياو ديفين          | أدرجت كأطول أنثى حية من موسوعة جينيس العالمية، حتى وفاتها في 13 نوفمبر 2012. | 1972–2012 (40)           |
| الولايات المتحدة | 231.78 سم    | 7 قدم 7 ¼ بوصة  | ساندي ألين         | أدرجت على أنها أطول أنثى حية من موسوعة جينيس للأرقام القياسية، حتى وفاتها في 13 أغسطس 2008 . | 1955–2008 (53)           |
| اليونان          | 229.87 سم    | 7 قدم 6.5 بوصة  | واسيليكي كالياندجي | أطول امرأة في اليونان. | 1882–1904 (22)           |
| الصين            | 221 سم       | 7 قدم 3 بوصة    | صن فانغ            | أطول امرأة حية. | 1987-                    |
| بولندا           | 218 سم       | 7 قدم 2 بوصة    | مارجو ديديك        | أطول لاعبة كرة سلة. | 1974-2011 (37)           |
| تركيا            | 213.6 سم     | 7 قدم 0.09 بوصة | روميسا جيلجي       | أطول امرأة تعيش في تركيا. | 1997-                    |

## الإدعاءات المتنازع عليها وغير المؤكدة
| البلد                 | الطول بالمتر | الطول بالقدم                | الإسم                   | ملاحظات | العمر (العمر عند الوفاة)                 |
| --------------------- | ------------ | --------------------------- | ----------------------- | --- | ---------------------------------------- |
| فرنسا                 | 350 سم       | 11 قدم 6 بوصة               | عملاق كاستلناو          | تقدير الارتفاع على أساس شظايا العظام وجدت في مقبرة العصر الحجري الحديث كاستلناو لي ليز، التي تم حفرها في عام 1890 من قبل جورج فاشر دي لابوج ونشرت في مجلة لا ناتشر، المجلد. 18، 1890. | غير معروف - العصر الحجري الحديث في فرنسا |
| روسيا / روسيا البيضاء | 283 سم       | 9 قدم 3 بوصة                | فيودور ماشنو            | لم يتم تأكيد الارتفاع. | 1878–1912 (34)                           |
| إنكلترا               | 282 سم       | 9 قدم 3 بوصة                | جون ميدلتون             | كتب على قبره هنا ليث بودي جون ميدلتون، تشيلد من هيل، تسعة أقدام ثلاثة. لم يتم تأكيد الارتفاع رسميا.                                                                                   | 1578–1623 (45)                           |
| الولايات المتحدة      | 274 سم       | 8 قدم 11.5 بوصة             | جون آسن                 | الأمريكية فيلم صامت الممثل، لم يتم تأكيد ارتفاع رسميا. تم قياس هيكله العظمي في 7 قدم 2.4 في                                                                                           | 1890–1938 (48)                           |
| تايلاند               | 269 سم       | 8 قدم 10 بوصة               | بورشاي ساوسري           | ادعى قياس 269 سم (8'10) في سن 26 في سبتمبر 2015. تم قياسه عند 257 سم (8'5 ") من قبل السلطات التايلاندية لتجديد بطاقة الهوية في أكتوبر 2013.                                           | 1990?–2015                               |
| مصر                   | 269 سم       | 8 قدم 10 بوصة               | سعيد محمد غازي          | مطالبة 8'10 "، ولكن تم قياسها لاحقا عند 7'11" (242 سم). | 1909–1941 (32)                           |
| أيرلندا               | 269 سم       | 8 قدم 10 بوصة               | باتريك ميرفي            | مطالبة 8'10 "، ولكن تم قياسها لاحقا عند 7'3.4" (222 سم). لم يتم تأكيد الارتفاع رسميا.                                                                                                 | 1834–1862 (28)                           |
| إيطاليا               | 259 سم       | 8 قدم 6 بوصة                | ماكسيمينوس ثراكس        | إمبراطور روما، أول شخص مسجل على الإطلاق مع العملاق. | 173–238                                  |
| إيران                 | 259 سم       | 8 قدم 5.9 بوصة              | سياه خان ابن كشمير خان  | عندما ادخل إلى المستشفى في عام 1933 تبين أنه 'فقط' 7'2.6 "(220 سم) طويل القامة. | 1912–1938                                |
| أوكرانيا              | 257 سم       | 8 قدم 5.5 بوصة              | ليونيد ستدانيك          | رفض الخضوع لاختبار مستقل بموجب قواعد موسوعة غينيس للأرقام القياسية، لذلك لم يتم التعرف على ادعائه من قبل موسوعة غينيس للأرقام القياسية.                                               | 1970–2014 (44)                           |
| باكستان               | 254 سم       | 8 قدم 4 بوصة                | أجاز أحمد               | المطالبات في الواقع أن يكون 8 أقدام 4 بوصة، ولكن هذا لم يتم التحقق من قبل موسوعة غينيس العالمية. ويدعي أنه ما زال ينمو.                                                               | 1976–                                    |
| هولندا                | 254 سم       | 8 قدم 4 بوصة                | تريجنتج كيفر            | أطول امرأة مسجلة. لم تؤكده موسوعة غينيس للأرقام القياسية. | 1616–1633 (17)                           |
| الولايات المتحدة      | 254 سم       | 8 قدم 4 بوصة                | إيلا إوينغ              | المطالبات 8 أقدام 4 بوصة، ولكن قياسها في 7 أقدام 4.5 بوصة. والدتها تصف ارتفاعها الكامل في 8 أقدام 4 بوصات.                                                                            | 1872–1913 (41)                           |
| بنغلاديش              | 251 سم       | 8 قدم 3 بوصة                | باريمال بارمان          | المطالبات من كونها 8 أقدام 3 بوصة، غير مؤكدة. | 1962–1991 (29)                           |
| الولايات المتحدة      | 248 سم       | 8 قدم 2 بوصة                | هنري هايت               | مطالبات من 8 أقدام 2 بوصة، غير مؤكدة. | 1915–1978 (63)                           |
| الهند                 | 248 سم       | 8 قدم 2 بوصة                | جيتيندرا سينغ           | ادعاءات كونها 8 أقدام 2 بوصة، ولكن تم قياسها لاحقا في 7'7 "(231 سم) | 1971–                                    |
| فنلندا                | 247 سم       | 8 قدم 1.4 بوصة              | دانيال كاجانوس          | الارتفاع غير مؤكد رسميا. كان فقط 7 أقدام 8 في (234 سم) وفقا لسجل لندن السنوي. | 1703–1749 (46)                           |
| جمهورية الصين الشعبية | 246 سم       | 8 قدم 1 بوصة                | تشاو ليانغ              | لم يتم تأكيد الارتفاع رسميا. أداء السيرك. | 1982–                                    |
| فنلندا                | 246 سم       | 8 قدم 1 بوصة                | لويس مويلانين           | الارتفاع غير مؤكد رسميا. | 1886–1913 (27)                           |
| الصين                 | 244 سم       | 8 قدم 0 بوصة                | زان شيشاي               | الارتفاع غير مؤكد رسميا. | 1841–1893 (52)                           |
| تركيا                 | 244.4 سم     | 8 قدم 0 بوصة                | عملاق بارث              | هيكل عظمي من العملاق الشهير "هايدوق"، الجندي التركي عرض في متحف فيينا التشريحية في عام 1904. ارتفاع يقدر من فمور والتبت في 235.2 إلى 244.4 سم.                                        | حوالي. 1683                              |
| الجزائر               | 244 سم       | 8 قدم 0 بوصة                | منير فورار              | الارتفاع غير مؤكد رسميا. | 1972–2012 (40)                           |
| أندونيسيا             | 242 سم       | 7 قدم 11 بوصة               | موسوتامان               | الارتفاع غير مؤكد رسميا. | 1962–?                                   |
| السويد                | 242 سم       | 7 قدم 11 بوصة               | غوستاف إدمان            | الارتفاع غير مؤكد رسميا. | 1882–1912 (30)                           |
| منغوليا               | 236 سم       | 7 قدم 9 بوصة                | اوندور غونغور           | تم قياسه من قبل روي تشابمان أندروز، ولكن بعض المصادر الأخرى حتى تعطي 245 سم (8 أقدام)                                                                                                 | 1879–1931 (52)                           |
| المملكة المتحدة       | 236 سم       | 7 قدم 9 بوصة                | فريدريك كيمبستر         | ادعى أن يكون 8 قدم 4.5 في. الارتفاع لم يتم تأكيد رسميا. | 1889–1918 (29)                           |
| أيرلندا               | 234 سم       | 7 قدم 8 بوصة                | كورنيليوس مغراث         | القياس وفقا لسجل لندن السنوي. | 1737–1759 (22)                           |
| إسبانيا               | 222–234 سم   | 7 قدم 3 بوصة - 7 قدم 7 بوصة | سانشو السابع ملك نافارا | ارتفاع يقدره لويس ديل كامبو في عام 1952، من قياس عظم الفخذ الذي سجل في عام 1622. | 1170-1234 (64)                           |

## الأطول في مجالات متنوعة

### الأطول في مختلف الألعاب الرياضية
| البلد                 | الإرتفاع                    | الإسم              | ملاحظات                                                                                          | فترة الحياة | صورة |
| --------------------- | --------------------------- | ------------------ | ------------------------------------------------------------------------------------------------ | ----------- | ---- |
| ليبيا                 | 246 سنتيمتر (8 قدم 1 بوصة)  | سليمان علي نشنوش   | أطول لاعب لكرة السلة.                                                                            | 1943–1991   |      |
| إيران                 | 246 سنتيمتر (8 قدم 1 بوصة)  | مرتضى مهرزاد       | أطول لاعب بارالمبي.                                                                              | 1987–       |      |
| رومانيا               | 242 سنتيمتر (7 قدم 11 بوصة) | غوجيا ميتو         | أطول ملاكم محترف..                                                                               | 1914–1936   |      |
| جمهورية الصين الشعبية | 236 سنتيمتر (7 قدم 9 بوصة)  | سون مينغ مينغ      | أطول لاعب كرة السلة المهنية النشطة.                                                              | 1983–       |      |
| كندا                  | 233 سنتيمتر (7 قدم 8 بوصة)  | إدوارد بيوبري      | أطول رجل قوي وأطول مصارع.                                                                        | 1881–1904   |      |
| رومانيا               | 231 سنتيمتر (7 قدم 7 بوصة)  | جورجي موريسان      | متقاعد لاعب محترف لكرة السلة. تعادل كأطول لاعب في الرابطة الوطنية لكرة السلة (إن.بي.أي) التاريخ. | 1971–       |      |
| السودان               | 231 سنتيمتر (7 قدم 7 بوصة)  | مانوت بول          | متقاعد لاعب محترف لكرة السلة. تعادل كأطول لاعب في الرابطة الوطنية لكرة السلة (إن.بي.أي) التاريخ. | 1962–2010   |      |
| الأرجنتين             | 231 سنتيمتر (7 قدم 7 بوصة)  | خورخي غونزاليس     | أطول مصارع في تاريخ دبليو دبليو إي.                                                              | 1966–2010   |      |
| لاتفيا                | 221 سنتيمتر (7 قدم 3 بوصة)  | كريستابس بورزينجيس | تعادل كأطول لاعب نشط في الرابطة الوطنية لكرة السلة.                                              | 1995–       |      |
| صربيا                 | 221 سنتيمتر (7 قدم 3 بوصة)  | بوبان ماريانوفيتش  | تعادل كأطول لاعب نشط في الرابطة الوطنية لكرة السلة.                                              | 1988–       |      |
| البرازيل              | 218 سنتيمتر (7 قدم 2 بوصة)  | سيلفا العملاق      | أطول لاعب كيك بوكسينغ وفنون قتالية مختلطة.                                                       | 1963–       |      |
| بولندا                | 218 سنتيمتر (7 قدم 2 بوصة)  | مارجو ديديك        | أطول لاعبة في تاريخ الاتحاد الوطني لكرة السلة النسائية.                                          | 1974–2011   |      |
| روسيا                 | 218 سنتيمتر (7 قدم 2 بوصة)  | دميتري موزرسكي     | اعلى، لاعب الكرة الطائرة.                                                                        | 1988–       |      |
| الهند                 | 216 سنتيمتر (7 قدم 1 بوصة)  | غريت كالي          | أطول مصارع نشط.                                                                                  | 1972–       |      |
| باكستان               | 216 سنتيمتر (7 قدم 1 بوصة)  | محمد عرفان         | أطول لاعب كريكيت دولي                                                                            | 1982–       |      |
| الفلبين               | 216 سم (7 قدم 1 بوصة)       | إي. جي. فيل        | أطول لاعب كرة سلة في تاريخ الرابطة الفلبينية لكرة السلة. (تعادل مع جريج سلوتر)                   | 1970–       |      |
| الفلبين               | 216 سنتيمتر (7 قدم 1 بوصة)  | جريج سلوتر         | أطول لاعب كرة سلة في تاريخ الرابطة الفلبينية لكرة السلة (متعادلاً مع إي.جي. فيهل)                 | 1988–       |      |
| هولندا                | 216 سنتيمتر (7 قدم 1 بوصة)  | لويك فان ميل       | اعلى لاعب بيسبول.                                                                                | 1984–       |      |
| المملكة المتحدة       | 215 سنتيمتر (7 قدم 1 بوصة)  | ريتشارد ميتكالف    | أطول لاعب فياتحاد الرغبي.                                                                        | 1973–       |      |
| هولندا                | 213 سنتيمتر (7 قدم 0 بوصة)  | تيد فان دير بار    | أطول الحئزين على لقب أقوي رجل في العالم.                                                         | 1955–       |      |
| الولايات المتحدة      | 213 سنتيمتر (7 قدم 0 بوصة)  | ريتشارد سليه       | أطول لاعب كرة قدم أمريكية في تاريخ الدوري الوطني لكرة القدم الأمريكية.                           | 1944–2008   |      |
| روسيا                 | 213 سنتيمتر (7 قدم 0 بوصة)  | نيكولاي فالويف     | أطول الملاكمة بطل العالم.                                                                        | 1973–       |      |
| هولندا                | 213 سنتيمتر (7 قدم 0 بوصة)  | سيمي شيلت          | أطول بطل الكيك بوكسينغ العالم.                                                                   | 1973–       |      |
| هولندا                | 212 سنتيمتر (6 قدم 11 بوصة) | ستيفان ستروف       | أطول مقاتل في بطولة القتال النهائي.                                                              | 1988–       |      |
| الولايات المتحدة      | 212 سنتيمتر (6 قدم 11 بوصة) | جون روش            | أطول لاعب بيسبول في تاريخ دوري كرة القاعدة الرئيسي.                                              | 1978–       |      |
| أستراليا              | 211 سنتيمتر (6 قدم 11 بوصة) | آرون سانديلاندز    | تعادل كأطول لاعب في تاريخ دوري كرة القدم الأسترالية.                                             | 1982–       |      |
| أستراليا              | 211 سنتيمتر (6 قدم 11 بوصة) | بيتر ستريت         | تعادل كأطول لاعب في تاريخ دوري كرة القدم الأسترالي.                                              | 1980–       |      |
| أمريكا                | 211 سنتيمتر (6 قدم 11 بوصة) | ماسون كوكس         | تعادل كأطول لاعب في تاريخ دوري كرة القدم الأسترالي.                                              | 1991–       |      |
| الولايات المتحدة      | 211 سنتيمتر (6 قدم 11 بوصة) | رايلي أوبيلكا      | تعادل كأطول لاعب تنس في رابطة محترفي التنس.                                                      | 1997–       |      |
| كرواتيا               | 211 سنتيمتر (6 قدم 11 بوصة) | إيفو كارلوفيتش     | تعادل كأطول لاعب تنس في رابطة محترفي التنس.                                                      | 1979–       |      |
| المملكة المتحدة       | 211 سنتيمتر (6 قدم 11 بوصة) | ويل كاريك سميث     | أطول لاعب محترف في اتحاد الرجبي.                                                                 | 1992–       |      |
| ليتوانيا              | 211 سنتيمتر (6 قدم 11 بوصة) | رولانداس جيمبوتيس  | أطول السباح الأولمبي.                                                                            | 1981–       |      |
| بلجيكا                | 209 سنتيمتر (6 قدم 10 بوصة) | كريستوف فان هوت    | أطول لاعب كرة القدم جمعية.                                                                       | 1987–       |      |
| سلوفاكيا              | 208 سنتيمتر (6 قدم 10 بوصة) | زدينو شارا         | أطول لاعب في تاريخ دوري الهوكي الوطني.                                                           | 1977–       |      |
| الولايات المتحدة      | 206 سنتيمتر (6 قدم 9 بوصة)  | جاريد غيثر         | أطول لاعب كرة القدم أمريكي في الدوري الوطني لكرة القدم الأمريكية.                                | 1986–       |      |
| روسيا                 | 206 سنتيمتر (6 قدم 9 بوصة)  | نيللي أليشيفا      | أطول لاعب الكرة الطائرة الإناث.                                                                  | 1983–       |      |
| بلغاريا               | 204 سنتيمتر (6 قدم 8 بوصة)  | كوتوشو كاتسونوري   | مصارع السومو.                                                                                    | 1983–       |      |
| ألمانيا               | 203 سنتيمتر (6 قدم 8 بوصة)  | إنغو شولتز         | أطول العداء.                                                                                     | 1975–       |      |
| بلغاريا               | 201 سنتيمتر (6 قدم 7 بوصة)  | فيليتشكو تشولاكوف  | أطول الاثقال الاولمبية.                                                                          | 1982–       |      |
| الولايات المتحدة      | 201 سنتيمتر (6 قدم 7 بوصة)  | فيل بلاكمار        | أطول لاعب غولف في جولة بغا.                                                                      | 1957–       |      |
| سويسرا                | 201 سنتيمتر (6 قدم 7 بوصة)  | رامون زينهاوسرن    | المنافسة، إلى داخل، ألبى، التزلج.                                                                | 1992–       |      |
| الولايات المتحدة      | 200 سنتيمتر (6 قدم 7 بوصة)  | الأصدقاء بيكر      | أطول سائق في تاريخ ناسكار.                                                                       | 1941–2015   |      |
| هولندا                | 198 سنتيمتر (6 قدم 6 بوصة)  | جينس موريس         | أطول، الدراج محترف.                                                                              | 1980–       |      |
| الولايات المتحدة      | 197 سنتيمتر (6 قدم 6 بوصة)  | مايكل والتريب      | أطول سائق نشط في ناسكار.                                                                         | 1963–       |      |
| كرواتيا               | 195 سنتيمتر (6 قدم 5 بوصة)  | بلانكا فلاسيتش     | أطول أنثى الطائر العالي.                                                                         | 1983–       |      |

### أطول الممثلين
| بلد              | الارتفاع                    | الاسم               | ملاحظات                                                              | فترة الحياة |
| ---------------- | --------------------------- | ------------------- | -------------------------------------------------------------------- | ----------- |
| المملكة المتحدة  | 7 قدم 7½ بوصة (233 سم)      | نيل فينغلتون        | أطول ممثل بطول يبلغ 233 سم (7 قدم 7½ بوصة).                          | 1980–2017   |
| كندا             | 6 قدم 9 بوصة (206 سم)       | جون دي سانتيس       | أطول ممثل كندي بطول يبلغ 206 سم (6 قدم 9 بوصة).                      | 1977–2017   |
| الولايات المتحدة | 6 قدم 8 1/2 بوصة (204 سم)   | براد غاريت          | أطول ممثل حائز على جائزة إيمي بطول يبلغ 204 سم (6 أقدام 8 1/2 بوصة). | 1960–       |
| الولايات المتحدة | 6 قدم 8.25 بوصة (203.84 سم) | ليندساي كاي هايوارد | أطول ممثلة في دور قيادي                                              | 1987–       |
| المملكة المتحدة  | 6 قدم 7 بوصة (201 سم)       | ستيفن ميرشانت       | أطول فائزبجائزة أكاديمية الأفلام البريطانية                          | 1974 -      |
| الولايات المتحدة | 6 قدم 7 بوصة (201 سم)       | جيمس كرومويل        | أطول ممثل مرشح لجائزة الأوسكار بطول يبلغ 201 سم (6 قدم 7 في).        | 1940–       |
| الولايات المتحدة | 6 قدم 5 بوصة (195 سم)       | تيم روبنز           | أطول ممثل حائز على جائزة الأوسكار بطول يبلغ 195 سم (6 قدم 5 بوصة).   | 1958–       |

## أطول الناس الذين يعيشون حاليا في دول متنوعة
| باكستان               | 8 قدم 4 بوصة (254 سم)   | أجاز أحمد                 | أطول معيشة في باكستان في 254 سم (8 قدم 4 في). لم يتم التحقق من الارتفاع. ويدعي أنه ما زال ينمو.      | 1975– |
| تركيا                 | 8 قدم 3 بوصة (251 سم)   | سلطان كوزن                | أطول التركية في 251 سم (8 قدم 3 بوصة).                                                               | 1982– |
| المغرب                | 8 قدم 1 بوصة (247 سم)   | إبراهيم تقيولة            | أطول المغربي في 246 سم والثانية أطول شخص (8 قدم 1 في)                                                | 1982– |
| إيران                 | 8 قدم 1 بوصة (246 سم)   | مرتضى مهرزاد              | أطول يعيش في إيران في 246 سم (8 قدم 1 بوصة).                                                         | 1987– |
| جمهورية الصين الشعبية | 7 قدم 11 بوصة (242 سم)  | تشانغ جونكاي              | أطول الصينية الحية في 242 سم (7 قدم 11 في).                                                          | 1983– |
| تونس                  | 7 قدم 8.5 بوصة (235 سم) | رضوان شربيب               | أطول تونسي وأطول شخص يعيش في أفريقيا                                                                 | 1968– |
| الصومال               | 7 قدم 8½ بوصة (236 سم)  | حسين بيساد                | أطول الصومالية في 236 سم (7 قدم 8.5 في).                                                             | 1975– |
| كوريا الشمالية        | 7 قدم 8.5 بوصة (235 سم) | ري ميونغ هون              | أطول الكورية الشمالية في 235 سم (7 قدم 8.5 بوصة).                                                    | 1967– |
| المملكة المتحدة       | 7 قدم 8⅓ بوصة (235 سم)  | بول ستورجس                | أطول البريطانية في 235 سم (7 قدم 8⅓ في).                                                             | 1987– |
| الولايات المتحدة      | 7 قدم 8⅓ بوصة (235 سم)  | ايغور فوفكوفينسكي         | أطول الأمريكية في 235 سم (7 قدم 8⅓ في).                                                              | 1982– |
| ميانمار               | 7 قدم 7.5 بوصة (233 سم) | وين زاو أو                | المعروف أيضا باسم "بيج زاو"، الذي يسعى حاليا للعلاج الطبي من عام 2013 في سنغافورة. أطول رجل في بورما | 1977- |
| رومانيا               | 7 قدم 7 بوصة (231 سم)   | جورجي موريسان             | أطول الرومانية في 231 سم (7 قدم 7 في).                                                               | 1971– |
| البرازيل              | 7 قدم 6.6 بوصة (230 سم) | جوليسون فرنانديز دا سيلفا | أطول البرازيلي في 230 سم (7 قدم 6.6 بوصة)                                                            | 1991– |
| الجبل الأسود          | 7 قدم 6 بوصة (230 سم)   | سلافكو فرانش              | أطول لاعب كرة سلة في الجبل الأسود                                                                    | 1983– |
| جزيرة مالطة           | 7 قدم 6 بوصة (230 سم)   | صموئيل ديغوارا            | أطول لاعب كرة سلة في مالطا                                                                           | 1991– |
| اليابان               | 7 قدم 6 بوصة (228 سم)   | ياسوتاكا أوكاياما         | أطول اليابانية ليتم صياغتها في الدوري الاميركي للمحترفين في 228 سم (7 قدم 6 في).                     | 1954– |
| كندا                  | 7 قدم 6 بوصة (228 سم)   | جيري سوكولوسكي            | أطول الكندي في 228 سم (7 قدم 6 بوصة).                                                                | 1983– |
| نيوزيلاندا            | 7 قدم 4.5 بوصة (225 سم) | جونتي بترفيلد             | أطول النيوزيلنديين في 229 سم (7 قدم 6.15 بوصة).                                                      | 1994– |
| أيرلندا               | 7 قدم 4.5 بوصة (225 سم) | شون ايسبيت                | أطول رجل في أيرلندا                                                                                  | 1962– |
| بورتوريكو             | 7 قدم 3.5 بوصة (222 سم) | بيتر جون راموس            | أطول بورتوريكو على 222 سم (7 قدم 3.5 بوصة).                                                          | 1985– |
| أستراليا              | 7 قدم 3 بوصة (221 سم)   | سام هاريس                 | أطول أسترالي في 221 سم (7 قدم 3 بوصة).                                                               | 1984– |
| الفليبين              | 7 قدم 3 بوصة (221 سم)   | راؤول ديلو                | وقال أن يكون أطول الفلبينية في 221 سم (7 قدم 4 في) عندما كان يقاس في سن 17.                          | 1991– |
| إسبانيا               | 7 قدم 3 بوصة (221 سم)   | روبرتو دوينياس            | أطول لاعب كرة السلة الاسبانية من أي وقت مضى (متقاعد الآن). حاليا أطول رجل على قيد الحياة في إسبانيا. | 1975– |